# ایلکین دوولتوف
ایلکین دوولتوف (به انگلیسی: Ilkin Dovlatov)  (زاده ۱۶ ژوئن ۱۹۹۰) خواننده اهل جمهوری آذربایجان است.
او به همراه فاهری نماینده جمهوری آذربایجان در یوروویژن ۲۰۲۴ بود.